# 1943-as magyar birkózóbajnokság
Az 1943-as magyar birkózóbajnokság a harminchetedik magyar bajnokság volt. A kötöttfogású és a szabadfogású bajnokságot is november 21-én és 28-án rendezték meg Budapesten, a Nemzeti Sportcsarnokban.

## Eredmények

### Férfi kötöttfogás
| Versenyszám  | Arany                       | Arany | Ezüst                      | Ezüst | Bronz                              | Bronz |
| ------------ | --------------------------- | ----- | -------------------------- | ----- | ---------------------------------- | ----- |
| Légsúly      | Zsámboki Pál Ceglédi MOVE   |       | Bencze Lajos Újpesti TE    |       | Szilágyi Gyula MÁV Előre           |       |
| Pehelysúly   | Hullai József Kecskeméti TE |       | Káli László WMTK Csepel    |       | Tóth István Dunakeszi Magyarság SE |       |
| Könnyűsúly   | Pintér István BVSC          |       | Kövesi Pál BVSC            |       | Tóth Ferenc Újpesti TE             |       |
| Váltósúly    | Gál József Ceglédi MOVE     |       | Kiss György WMTK Csepel    |       | Mucsi Lajos WMTK Csepel            |       |
| Középsúly    | Kovács Gyula MÁV Előre      |       | Mángó Andor WMTK Csepel    |       | Mihályfi László Debreceni VSC      |       |
| Félnehézsúly | Bóbis Gyula MAC             |       | Bánki János Testvériség SE |       | Gedeon Gáspár Debreceni VSC        |       |
| Nehézsúly    | Riheczky János MÁVAG SK     |       | Kósa István Testvériség SE |       | Tarányi József Debreceni VSC       |       |

Megjegyzés: Az MTI Sportkiadás szerint középsúlyban Vágó (VI. ker. LE) volt a harmadik.

### Férfi szabadfogás
| Versenyszám  | Arany                   | Arany | Ezüst                         | Ezüst | Bronz                         | Bronz |
| ------------ | ----------------------- | ----- | ----------------------------- | ----- | ----------------------------- | ----- |
| Légsúly      | Bencze Lajos Újpesti TE |       | Csende Lajos WMTK Csepel      |       | Szilágyi Gyula MÁV Előre      |       |
| Pehelysúly   | Fecske Béla BSzKRt SE   |       | Hullai József Kecskeméti TE   |       | Varga János WMTK Csepel       |       |
| Könnyűsúly   | Tóth Ferenc Újpesti TE  |       | Tóth Miklós WMTK Csepel       |       | Bakos László MAC              |       |
| Váltósúly    | Kinizsi Rudolf MAC      |       | Káli Béla WMTK Csepel         |       | Hunyadvári László WMTK Csepel |       |
| Középsúly    | Czuczi Imre WMTK Csepel |       | Sóvári Kálmán MAC             |       | Kovács Gyula MÁV Előre        |       |
| Félnehézsúly | Bóbis Gyula MAC         |       | Szalisznyó József Ceglédi VSE |       | Gedeon Gáspár Debreceni VSC   |       |
| Nehézsúly    | Riheczky János MÁVAG SK |       | Ferencz Sándor WMTK Csepel    |       | Tarányi József Debreceni VSC  |       |